# Glory (Novelette)
Glory (englisch für Ruhm) ist eine Science-Fiction-Novelette des australischen Schriftstellers Greg Egan, zuerst veröffentlicht in der Anthologie The New Space Opera bearbeitet von Gardner Dozois und Jonathan Strahan im Jahr 2007. Die Novelle erschien ebenfalls in den Sammlungen Dark Integers and Other Stories im Jahr 2008 und Oceanic im Jahr 2009. Die Novelette spielt im gleichen Universum wie die Novellen Riding the Crocodile und Hot Rock sowie der Roman Incandescence von Greg Egan.

## Handlung
Joan und Anne überführen ihr Bewusstsein in Körper der außerirdischen Noudah, um deren Welt zu besuchen und zwischen den rivalisierenden Fraktionen der Tira und Ghahar zu vermitteln sowie deren Geschichte zu erforschen. Ihre Welt liegt von fünf Planeten am nächsten an ihrer Sonne, wobei Joan und Anne die Gespräche von Baneth überwachen, dem Mond des Gasriesen des Systems. Mithilfe eines Signals eines Knoten im Kommunikationsnetzwerk der Amalgam, einer weit fortgeschritten außerirdischen Zivilisation, welches von zwanzig Lichtjahren entfernt gesendet wird, können Joan und Anne den Noudah beweisen, außerirdische Besucher zu sein. Gemeinsam suchen beide bei archäologischen Ausgrabungen nach Prozellanscherben von Aufzeichnungen der untergegangenen Fraktion der Niah und finden ein mathematisches Theorem in Form eines als siebendimensionaler Hyperwürfel dargestelltes kommutierenden Diagramms, welches anschließend ins Universum gesendet wird. Kurz darauf wird der Konflikt zwischen den Tira und Ghahar beigelegt und beide Fraktionen wollen nun zusammenarbeiten, um das von ihrer Welt über einer als Glory bekannten Akkretionsscheibe aus sichtbare Schwarze Loch zu erreichen.

## Auszeichnung
Die Novelette war im Jahr 2008 für den Hugo Award für beste Novelette und im Jahr 2008 für den Locus Award für beste Novelette nominiert gewesen und erreichte bei letzterem den 12. Platz.

## Kritik
Rich Horton schreibt auf der SF Site, dass die Kurzgeschichte mit einem spektakulären SF-Coup beginnt („opens with a spectacular hard SF coup“), welche sehr interessant und gut ausgeführt ist, jedoch seine Vorstellungskraft nicht entzündete („all interesting enough, and well executed, but again it didn't quite ignite my imagination“).
Karen Burnham schreibt in Greg Egan (Modern Masters of Science Fiction) über Riding the Crocodile, Glory und Incandescence, dass die wahre Hürde der Umgang mit der Unsterblichkeit sei („the real challenge is coping with the ennui of immortality“) und dass seine Charaktere dies durch die Aufrechterhaltung einer wissenschaftlichen Neugier bewerkstelligen („his characters tend to do this by maintaining a spirit of scientific inquiry“). Speziell über Glory heißt es weiter, dass dieser wohl noch empathischer („perhaps even more emphatic“) als Distress sei.